# هانز فيجي
هانز فيجي (10 نوفمبر 1880 - 17 سبتمبر 1953) كان جنرالًا ألمانيًا للمشاة في الفيرماخت خلال الحرب العالمية الثانية.

## مسار مهني
انضم إلى الجيش الألماني في عام 1900. خلال الحرب العالمية الأولى خدم بشكل رئيسي في مناصب هيئة الأركان العامة لتشكيلات مختلفة. أصيب مرتين في الحرب وحصل على العديد من الجوائز مثل فئتي الصليب الحديدي. بعد الحرب انضم إلى فرايكوربس حتى تم قبوله في الرايخويهر. هنا مرة أخرى، خدم في الغالب في مناصب الموظفين وتمت ترقيته إلى جنرال مايجور في 1 أكتوبر 1931 وإلى جينيرال لوتنانت بعد ذلك بعامين. في 1 أكتوبر 1933، تولى قيادة فرقة الفرسان الأولى، التي تم حلها في عام 1935. ودخل تقاعده في عام 1935، بصفته جنرال المشاة. 

## الجوائز والأوسمة
- الصليب الحديدي لعام 1914 ، الدرجة الأولى والثانية
- الصليب الألماني في الذهب
- وسام الصليب الأكبر لأوراق الوردة البيضاء لفنلندا

## قائمة المراجع
- Mann، Chris M.؛ Jörgensen، Christer (2002). Hitler's Arctic War. Hersham, UK: Ian Allan Publishing. ISBN:0-7110-2899-0.  Mann، Chris M.؛ Jörgensen، Christer (2002). Hitler's Arctic War. Hersham, UK: Ian Allan Publishing. ISBN:0-7110-2899-0.  Mann، Chris M.؛ Jörgensen، Christer (2002). Hitler's Arctic War. Hersham, UK: Ian Allan Publishing. ISBN:0-7110-2899-0.
- Nenye، Vesa؛ Munter، Peter؛ Wirtanen، Tony؛ Birks، Chris (2016). Finland at War: The Continuation and Lapland Wars 1941–45. Osprey Publishing. ISBN:1-4728-1526-2.  Nenye، Vesa؛ Munter، Peter؛ Wirtanen، Tony؛ Birks، Chris (2016). Finland at War: The Continuation and Lapland Wars 1941–45. Osprey Publishing. ISBN:1-4728-1526-2.  Nenye، Vesa؛ Munter، Peter؛ Wirtanen، Tony؛ Birks، Chris (2016). Finland at War: The Continuation and Lapland Wars 1941–45. Osprey Publishing. ISBN:1-4728-1526-2.
- Ziemke، Earl F. (1959). The German Northern Theater of Operations 1940–1945 (PDF). United States Government Printing. ISBN:0-16-001996-6. مؤرشف من الأصل (PDF) في 2020-09-01.  Ziemke، Earl F. (1959). The German Northern Theater of Operations 1940–1945 (PDF). United States Government Printing. ISBN:0-16-001996-6. مؤرشف من الأصل (PDF) في 2020-09-01.  Ziemke، Earl F. (1959). The German Northern Theater of Operations 1940–1945 (PDF). United States Government Printing. ISBN:0-16-001996-6. مؤرشف من الأصل (PDF) في 2020-09-01.

| مناصب عسكرية    | مناصب عسكرية                | مناصب عسكرية    |
| --------------- | --------------------------- | --------------- |
| سبقه {{{سبقه}}} | {{{العنوان}}} {{{الأعوام}}} | تبعه {{{تبعه}}} |